# ارنست وینسنت
ارنست وینسنت (انگلیسی: Ernest Vincent؛ ۲۸ اکتبر ۱۹۰۷ – ۲ ژوئن ۱۹۷۸) بازیکن فوتبال اهل بریتانیا بود.
از باشگاه‌هایی که در آن بازی کرده‌است می‌توان به باشگاه فوتبال منچستر یونایتد و باشگاه فوتبال دونکستر راورز اشاره کرد.